# Clube Futebol Benfica
O Clube Futebol Benfica é um clube desportivo de Lisboa fundado em 1895 e reorganizado em 23 de março de 1933.
O clube, vulgarmente conhecido como "Fofó", tem vários títulos a nível nacional sendo ele o "benfica original"[carece de fontes?].
O Estádio Francisco Lázaro situa-se na Rua Olivério Serpa, no bairro de Santa Cruz de Benfica em Lisboa.  O seu nome foi dado em honra do atleta Francisco Lázaro, que morreu nos Jogos Olímpicos de 1912 em Estocolmo durante a prova da maratona.
O clube conta com 3 500 sócios e aproximadamente 1 150 atletas distribuídos por várias modalidades desportivas, que inclui futebol, futebol feminino, escolas de futebol, futebol de praia, futebol de 7 (amador), atletismo, hóquei em campo, hóquei de sala, ginástica, karaté, patinagem artística, capoeira, a organização da Marcha Popular de Benfica, natação (master) e tai-chi, canicultura e tiro com arco.

## Títulos
Títulos nacionais (seniores)
- Campeonato Português de Hóquei em Patins (3): 1939/40, 1940/41, 1942/43.
- Campeonato Português de Hóquei em Campo (8): 1941/42, 1942/43, 1950/51, 1953/54, 1955/56, 1956/57, 1958/59, 1978/79
- Campeonato Nacional de Águas Abertas - Natação - Masculinos Masters: 2008
- Campeão Nacional Futebol da III Divisão Série E 2011/2012
- Campeonato Nacional de Futebol Feminino: 2014/15, 2015/16
- Campeonato Nacional de Hóquei de Sala Sub 13 - 2015
- Supertaça de Portugal de Futebol Feminino: 2014/15
- Taça de Portugal de Futebol Feminino: 2014/15, 2015/16
- Campeonato Nacional de Hóquei de Sala Sub 11 - 2016
- Campeonato Nacional de Hóquei de Sala Sub 11 - 2017
- Campeonato Nacional de Hóquei em Campo Sub 11 - 2017
- Campeonato Nacional de Hóquei em Campo Sub 15 - 2017
- 2ª Divisão AFL - 2021/22
- Divisão de Horna AFL - 2016/17

## Atletas notáveis

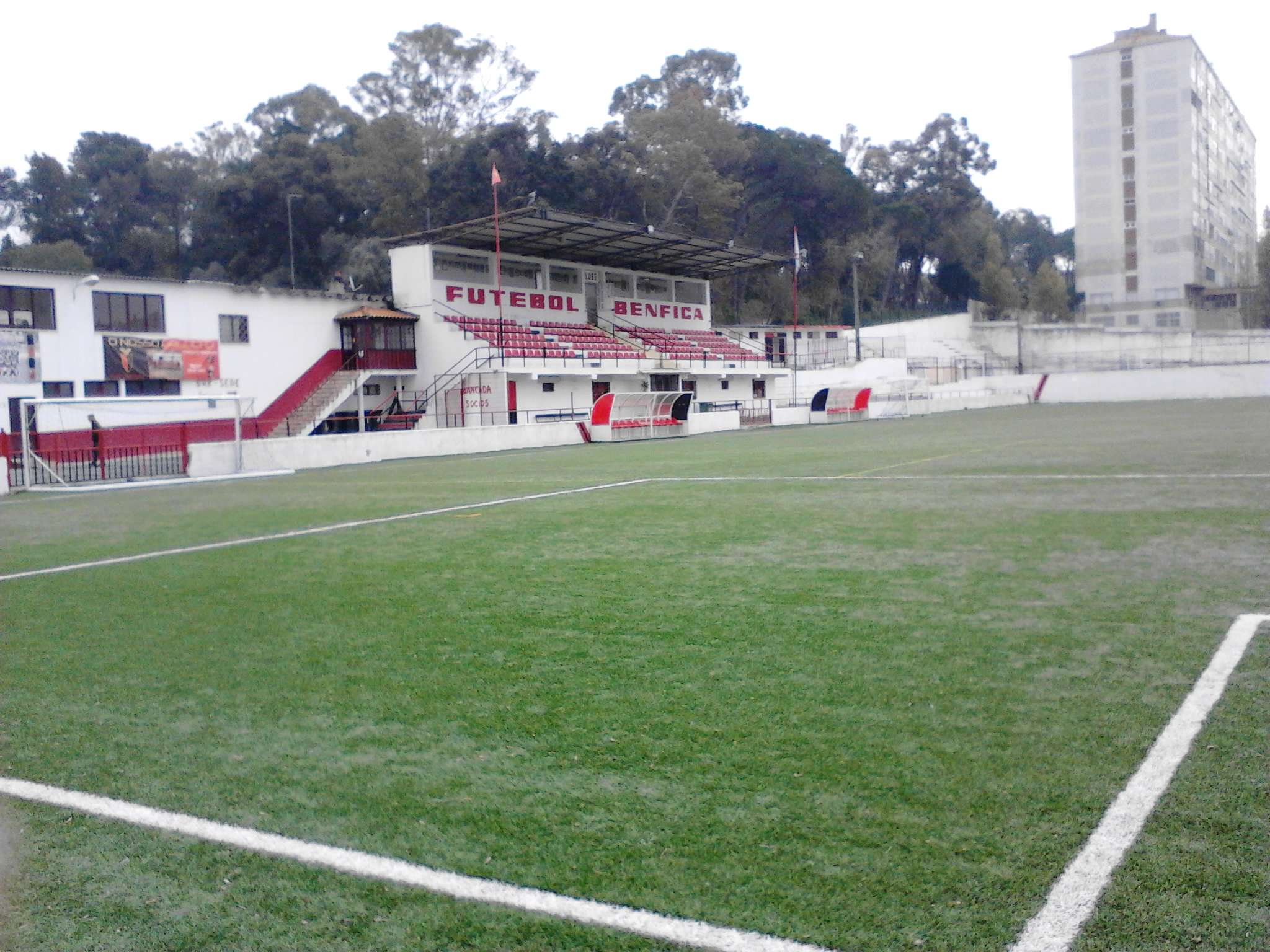
Estádio Francisco Lázaro

- Henrique Salgueiro
- Pedro Abrunhosa
- Duarte Raimundo (Duda)
- Enzo Zaqueu
- João Tómi
- André Neves
- Bruno Martins
- Paulo Santana
- Filipe Andrade
- David Rua
- Duarte Ambrósio
- Gonçalo Lima
- Diogo Correia
- Rafael Sebastião
- André Amado
- Pedro Oliveira
- André Fonseca
- Tiago Reis
- Tomás Miguel Ferreira Oliveira
- Sidónio Serpa
- Olivério Serpa
- Torcato Ferreira
- Fernando Adrião
- José Dias
- Artur Correia
- Carlos Silva
- Vítor Perna
- Luís Cavaleiro Madeira
- Rogério Ramos
- Fernando Brito (hóquei)
- Fernando Brito
- Gelson Martins
- Ruben Semedo
- Ricardo Pereira
- Rogério Ramos
- Dady
- Francisco Lázaro
- Anibal de Oliveira
- Diogo Moreira
- Benjamim George
- Francisco Pureza
- Gonçalo Falcão Afonso
- João Lúcio